# Meelah Adams

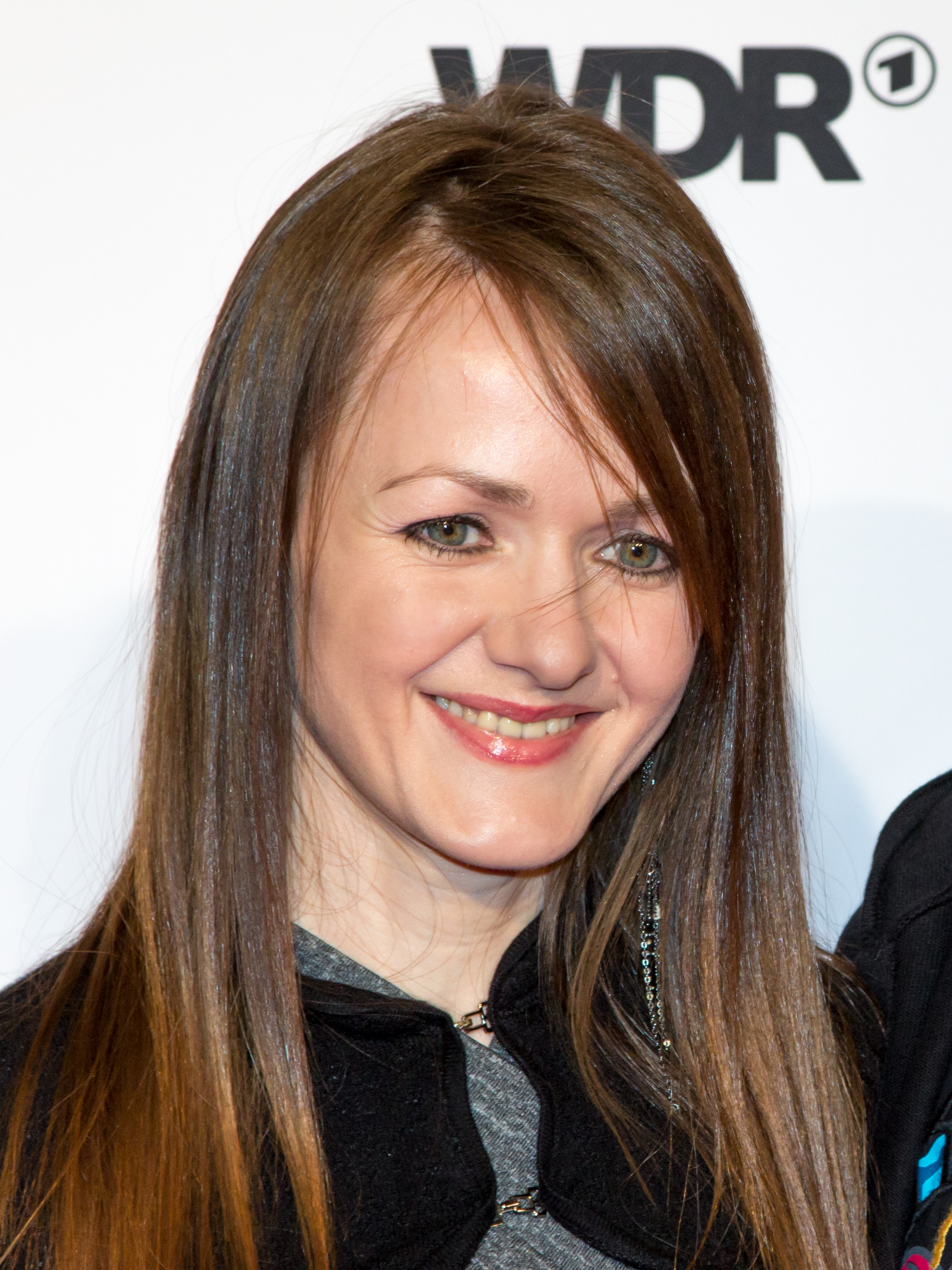
Meelah Adams bei der 1LIVE Krone 2015

Meelah Adams (* 13. Januar 1987) ist eine deutsche Schauspielerin.

## Leben
Meelah Adams begann in der Schulzeit mit künstlerischen Ausbildungen im Bereich Gesang und Tanz. Nach bestandenem Abitur begann sie ein Studium. Während des Studiums der Business Administration an der RWTH Aachen wurde Meelah für ein kleineres Filmprojekt gecastet. Danach fand sie größeres Interesse an Filmschauspiel und -produktion und beendete ihr Studium vorzeitig.
Von 2006 an machte Meelah Adams eine Ausbildung an der Filmschauspielschule Studio of Young Artists in Hamburg, die sie 2008 erfolgreich abschloss. Gleichzeitig nahm sie Sprechunterricht bei Sabine von Rosenberg. Nachfolgend absolvierte sie verschiedene Schauspielkurse und produzierte ihre ersten eigenen Kurzfilme.
2015 schloss sie mit Erfolg ihr Studium in der Medienproduktion an der Hochschule Ostwestfalen-Lippe ab.
Ihre erste größere Rolle hatte sie im Film Slasher von Frank W. Montag. Danach spielte sie in weiteren Genrefilmen mit, wie zum Beispiel Break – No Mercy, Just Pain! von Matthias Olof Eich. Dazwischen ist sie in kleineren Werbefilmen und Kurzfilmen verschiedener Regisseure zu sehen. Mit dem Projekt Tage mit Waschmaschinen von Philipp Basener und Anne Winterhager gewann sie einige nationale Kurzfilmwettbewerbe. 2009 arbeitete sie mit dem Regisseur Ralph Wege, der durch die Fernsehsendung „Willi wills wissen“ bekannt wurde, in dem englischsprachigen Spielfilm Thallium zusammen.
Mit ihrem selbst produzierten Kurzfilm Selfie from Hell erlangte Meelah Adams 2015 große Aufmerksamkeit. Der Horror-Clip ist Teil ihrer Bachelorarbeit über die Wirkung viraler Videos und erhielt bei Youtube innerhalb kurzer Zeit mehr als 15 Millionen Klicks (Stand Dezember 2015). Der virale Erfolg des Videos brachte ihr 2015 eine Nominierung für die 1Live Krone in der Kategorie „Video-Krone“ und den Gewinn des Webvideopreises Deutschland 2016 in der Kategorie Arthouse.
Neben der Produktion von Kurzfilmen wirkt sie an dem Roman Fuck You Zombie von Erdal Ceylan mit, der 2017 erscheinen soll.

## Filmografie (Auswahl)
- 2007: Slasher (Kinofilm)
- 2007: Apparatspott – Dat mokt wie gistern (Kinofilm)
- 2008: Break – No Mercy, Just Pain! (Kinofilm)
- 2008: Chewing Gum (Kurzfilm)
- 2008: Tage mit Waschmaschinen (Kurzfilm)
- 2008: Grenzgänger (Kinofilm)
- 2008: Im Vielleicht und Hier (Kurzfilm)
- 2009: Thallium (Kinofilm)
- 2010: Gist (Kinofilm)
- 2012: Alles wird Knut (Kurzfilm)
- 2012: Luma (Kinofilm)
- 2012: Untot in Deutschland (Kurzfilm)
- 2013: Frechen Overdose (Kurzfilm)
- 2014: Tierliebhaber (Kurzfilm)
- 2014: Nur ein Tanz (Kinofilm)
- 2015: Selfie from Hell (Kurzfilm)
- 2016: Selfie from Hell (Kinofilm)

## Theater
- 2007: Krankheit der Jugend (Monsun-Theater Hamburg)

## Werbung
- 2009: Augen Auf (Social Spot zum Kinderschutzbund)

## Nominierungen
- 1Live Krone 2015: Nominiert in der Kategorie Video Krone